# Красноклювая лазоревая сорока
Красноклювая лазоревая сорока (лат. Urocissa erythroryncha) — вид птиц из семейства врановых. Выделяют пять подвидов.

## Распространение
Распространён в Азии: Бангладеш, Камбоджа, Китай, Индия, Лаос, Мьянма, Непал, Таиланд, Вьетнам

## Описание
Птица размером примерно с сороку, но с гораздо более длинным хвостом — одним из самых длинных среди всех врановых. Длина тела 53—68 см, самцы весят от 145 до 192 г, а самки — от 106 до 155 г. Голова, шея и грудь чёрные с голубоватым пятном на макушке. Плечи и надхвостье тускло-синие, а брюхо серовато-кремовое. Длинный хвост ярко-синий (как и крылья) с широким белым кончиком. Радужная оболочка тёмно-коричневая; клюв и ноги от красновато-розового до кораллово-красного цвета.

## Биология
Пищу эти птицы ищут и на деревьях, и на земле. Они питаются беспозвоночными, другими мелкими животными, фруктами, а также семенами. Разоряют чужие гнёзда, поедая яйца и птенцов. В кладке обычно 3—5 яиц.